# Budziska (powiat węgrowski)
Budziska – wieś w Polsce położona w województwie mazowieckim, w powiecie węgrowskim, w gminie Łochów. Ma status sołectwa.
| SIMC    | Nazwa          | Rodzaj    |
| ------- | -------------- | --------- |
| 0678759 | Nowe Budziska  | część wsi |
| 0678765 | Stare Budziska | część wsi |

Przez miejscowość przebiega droga krajowa nr 62.
Prywatna wieś szlachecka położona była w drugiej połowie XVI wieku w powiecie kamienieckim ziemi nurskiej województwa mazowieckiego.
W latach 1954–1957 wieś należała i była siedzibą władz gromady Budziska, po jej zniesieniu w gromadzie Łochów. W latach 1975–1998 miejscowość należała administracyjnie do województwa siedleckiego.
Wieś jest siedzibą rzymskokatolickiej parafii św. Andrzeja Boboli w Budziskach. W Budziskach znajduje się także Sala Królestwa Świadków Jehowy.